# Bat Cave (St. Lucia)
Die Bat Cave ist eine Grotte in der Steilküste von Soufrière im Südwesten der Karibik-Insel St. Lucia.

## Geographie
Die Bat Cave ist ein beliebtes Ziel für Schnocheltouren per Boot von Soufrière aus. Für anglophone Touristen besteht ein besonderer Reiz in der Anspielung auf das Versteck von Batman (Batcave). Die Grotte liegt in einer Steilküste, wo sich Lavagestein aufgetürmt hat. Ein tiefer Graben führt unter Wasser zum Eingang der Grotte. Die Grotte selbst ist nur ein schmaler Spalt und erstreckt sich etwa 6 m in den Felsen hinein. Der Teil unter Wasser ist dabei nur ca. 2,5 m tief, während sich die Grotte über Wasser noch ca. 15 m erhebt.
Die Attraktion der Grotte besteht in einer Fledermauskolonie, die man beim Schnorcheln vom Wasserspiegel aus beobachten kann.